# سارپ (هوپا)
سارپ (به لاتین: Sarp) یک منطقهٔ مسکونی در ترکیه است که در استان آرتوین واقع شده‌است. سارپ ۲۱۲ نفر جمعیت دارد.

## نگارخانه

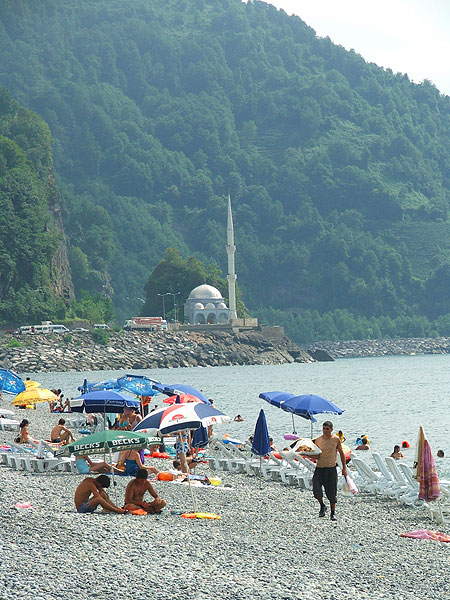
سارپی (گرجستان)